# 헨리 아니에르
헨리 아니에르(에스토니아어: Henri Anier, 1990년 12월 17일~)는 에스토니아의 축구 선수로 포지션은 공격수이다. 현재 홍콩 프리미어리그의 리만 FC와 에스토니아 축구 국가대표팀 소속으로 뛰고 있다. 2019년 K리그의 수원 FC에서 활동한 적 있으며 K리그 등록명은 아니에르였다.

## 구단 경력
플로라 탈린 유스 시스템에서 성장했으며 2007년, FC 워리어 발가로 임대 이적했다. 워리어 발가에서 아니에르는 24경기에 출전해 13골을 기록했다. 2008년에 아니에르는 플로라의 1군에 포함되어 2008년 3월 8일 열린 JK 넘메 칼리우와의 경기에서 플로라에서의 데뷔전을 치렀다. 2008년 3월 29일 열린 JK 탈린나 칼레브와의 경기에서 플로라 구단 역사상 최연소 득점자로 이름을 올렸다. 2009년에는 이탈리아의 UC 삼프도리아로 임대되었다. 2010년 7월, 원소속팀인 플로라 탈론으로 임대복귀했으며 반년 동안 16경기에서 13골을 넣으며 팀의 2010 시즌 우승에 일조했다. 2011 시즌에는 팀 내에서 가장 많은 득점인 21골을 넣으며 팀을 다시 우승으로 이끌었다.
2011년 12월, 아니에르는 엘리테세리엔의 비킹 FK로 이적했다. 2012년 3월 26일 열린 산네스 울프와의 경기에서 이적 후 첫 경기를 치렀다.
2013년 4월, 노르웨이 2부 리그의 프레드릭스타드 FK로 임대되었다. 임대 기간 동안 16경기에 나서 5골을 기록했다.
2013-14시즌을 앞두고 스코틀랜드 프리미어십의 머더웰 FC로 임대 이적했다. 2013년 8월 1일 열린 FC 쿠반 크라스노다르와의 UEFA 유로파리그 3차예선 경기에서 머더웰 입단 후 첫 경기를 치렀다. 2013년 8월 4일 열린 하이버니언 FC와의 경기에서 후반전 교체 투입되면서 스코틀랜드 프리미어십 데뷔전을 치렀다. 아니에르는 이 경기에서 득점을 기록하며 팀의 1-0승리를 이끌었다. 2014년 1월, 머더웰로 완전이적했다. 2013-14시즌 머더웰에서 37경기 9골을 기록했다.
2014-15 시즌을 앞두고 2. 분데스리가의 FC 에르츠게비르게 아우에로 이적했다. 2014년 8월 9일 열린 VfL 보훔과의 경기에서 독일 무대 데뷔전을 치렀다. 하지만 팀의 감독이 바뀌고 난 후에는 그다지 중용받지 못했다. 반 시즌 동안 아니에르는 독일 무대에서 총 8경기에 출전했다.
2015년 1월, 던디 유나이티드와 계약하면서 스코틀랜드 무대로 복귀했다. 2015년 1월 21일 열린 세인트 미렌 FC와의 경기에서 던디 입단 후 첫 경기를 치렀다. 반 시즌 동안 16경기에 출전해 1골을 기록했다.
2015-16 시즌을 앞두고 하이버니언 FC로 임대되었다. 하지만 원 소속팀인 던디 유나이티드가 강등에 위협에 처하게 됨에 따라 2015-16 시즌 겨울 이적시장에서 던디 유나이티드로 복귀했다. 하지만 이 시즌 던디 유나이티드는 강등을 당하게 되었다. 던디의 강등으로 인해 2016년 7월, 아니에르는 던디와의 계약을 해지했다.
2016년 8월, 스웨덴의 칼마르 FF로 이적했다. 2016년 8월 14일 열린 말뫼 FF와의 경기에서 칼마르 입단 후 첫 경기를 치렀다.
2017년 1월, 아니에르는 인버네스 캘리도니언 시슬 FC로 이적했다.
2017년 7월에 아니에르는 FC 라흐티로 이적했다.
2019 시즌을 앞두고 K리그2의 수원 FC에 입단했다. 2019년 5월 5일 열린 서울 이랜드 FC와의 경기에서 k리그 데뷔골을 넣었다. 2019년 5월 11일 열린 전남 드래곤즈와의 경기에서 후반전 역전골을 넣으며 팀의 2-1 승리를 이끌었다. 2019 시즌 수원 FC에서 21경기에 출전해 4골 4도움을 기록했다.
2020년 1월, 에이르스터 디비시의 고 어헤드 이글스에 입단했다.

## 국가대표팀 경력
2011년 5월 25일 열린 바스크와의 경기에 출전하면서 에스토니아 대표팀 데뷔전을 치렀지만 바스크 대표팀이 FIFA의 정식 회원이 아닌 관계로 A매치로 인정받지 못했다. 아니에르는 2011년 6월 19일에 열린 칠레와의 친선 경기에서 A매치 데뷔전을 치렀다. 2012년 11월 8일 열린 오만과의 친선 경기에서 국가대표팀 데뷔골을 기록했다.
2013년 11월 19일 열린 리히텐슈타인과의 친선 경기에서 멀티골을 넣으며 팀의 3-0 대승을 이끌었다.

## 수상 내역
구단
 FC 플로라 탈린
- 메이스트릴리가: 2010, 2011
- 에스토니아컵: 2007-08, 2008-09, 2010-11
- 에스토니아 슈퍼컵: 2009, 2011